# Luchthaven Alindao
Luchthaven Alindao (IATA: -, ICAO: FEFA) is een luchthaven in Alindao, Centraal-Afrikaanse Republiek.